# Aeonium balsamiferum
Aeonium balsamiferum, jedna od vrsti biljaka roda aeonium, porodica tustikovki (Crassulaceae), sukulent s debelim mesnatim listovima. Endemska vrsta s Kanarskog otoka Lanzarote i naturalizirana na Fuerteventuri. Raste na visinama između 200 i 300 metara nadmorske visine na otoku Lanzarote, gdje su joj glavna prijetnja odroni na masivu Famara (Reyes Betancort i Carqué Álamo 2004.)  kao i prijetnja od mogućih radova i potencijalnog urbanog razvoja.
Aeonium balsamiferum je zaštićena vrsta (Bernska konvencija) i na popisu je VU D2, španjolskoj crvenoj listi (Moreno 2008.) D2.
Prvi su ju opisali Philip Barker Webb i Sabin Berthelot. Bilo je to 1840. godine. Sinonim za ovu vrstu je Sempervivum balsamiferum.

## Sinonimi
- Sempervivum balsamiferum (Webb & Berthel.) Webb & Berthel.; Phyt. Canar. 1: 192 (1888)

## Daljnja literatura
- R. Nyffeler, "Aeonium", u Urs Eggli, ur. Illustrated Handbook of Succulent Plants: Crassulaceae (Springer, 2003.) ISBN 3-540-41965-9

## Vanjske poveznice
- (fra.) Aeonium.info
- (fra.) Fotografije na www.AIAPS.org  Arhivirana inačica izvorne stranice od 13. veljače 2012. (Wayback Machine)